# Creu de terme de Sant Andreu
La creu de terme de Sant Andreu és una creu de terme que originalment estava situada a la cruïlla de l'antic Camí Ral (actual Gran de Sant Andreu) i el carrer de Santa Marta, a l'antic municipi de Sant Andreu de Palomar.

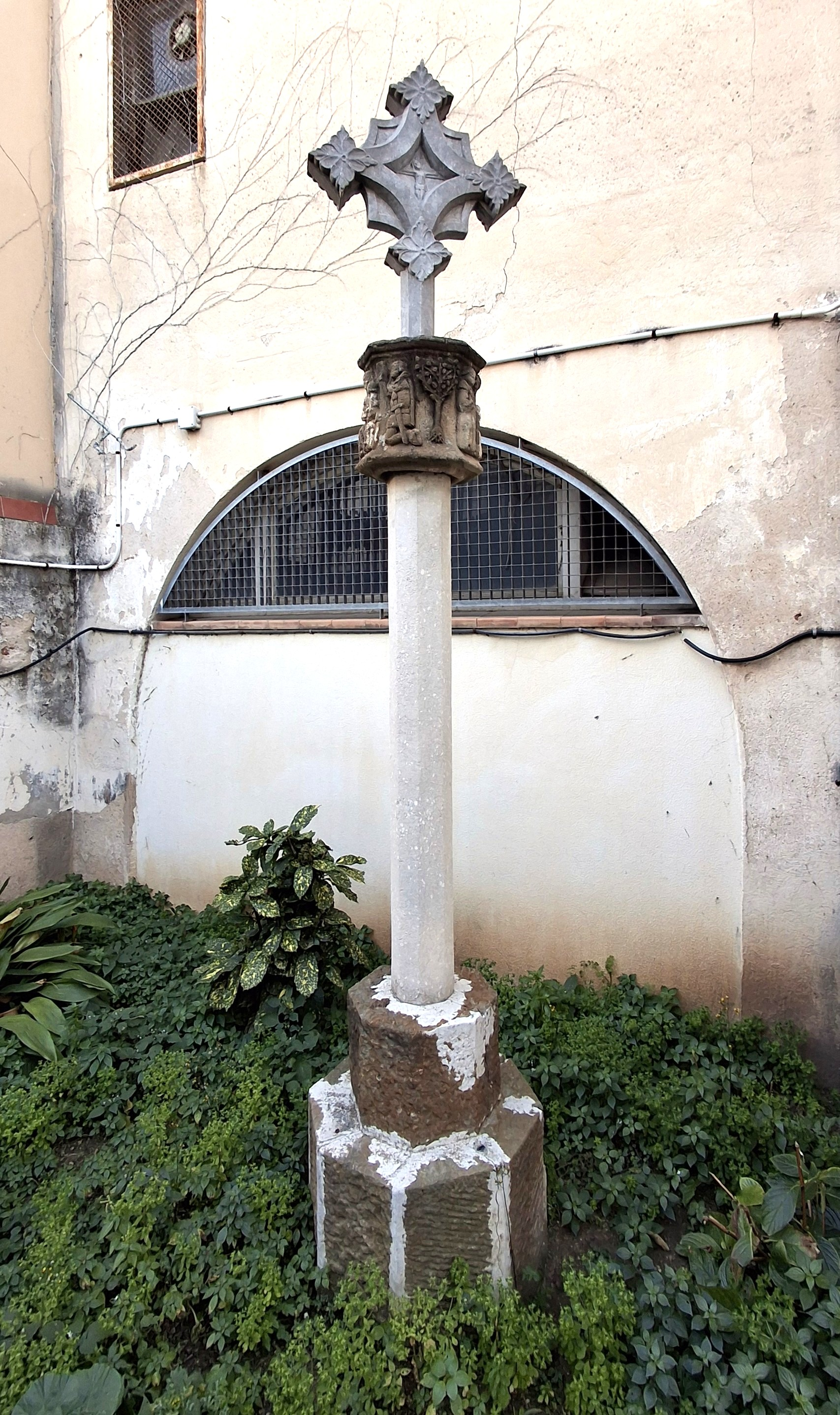
Rèplica, amb la corona original, al Centre d'Estudis Ignasi Iglesias

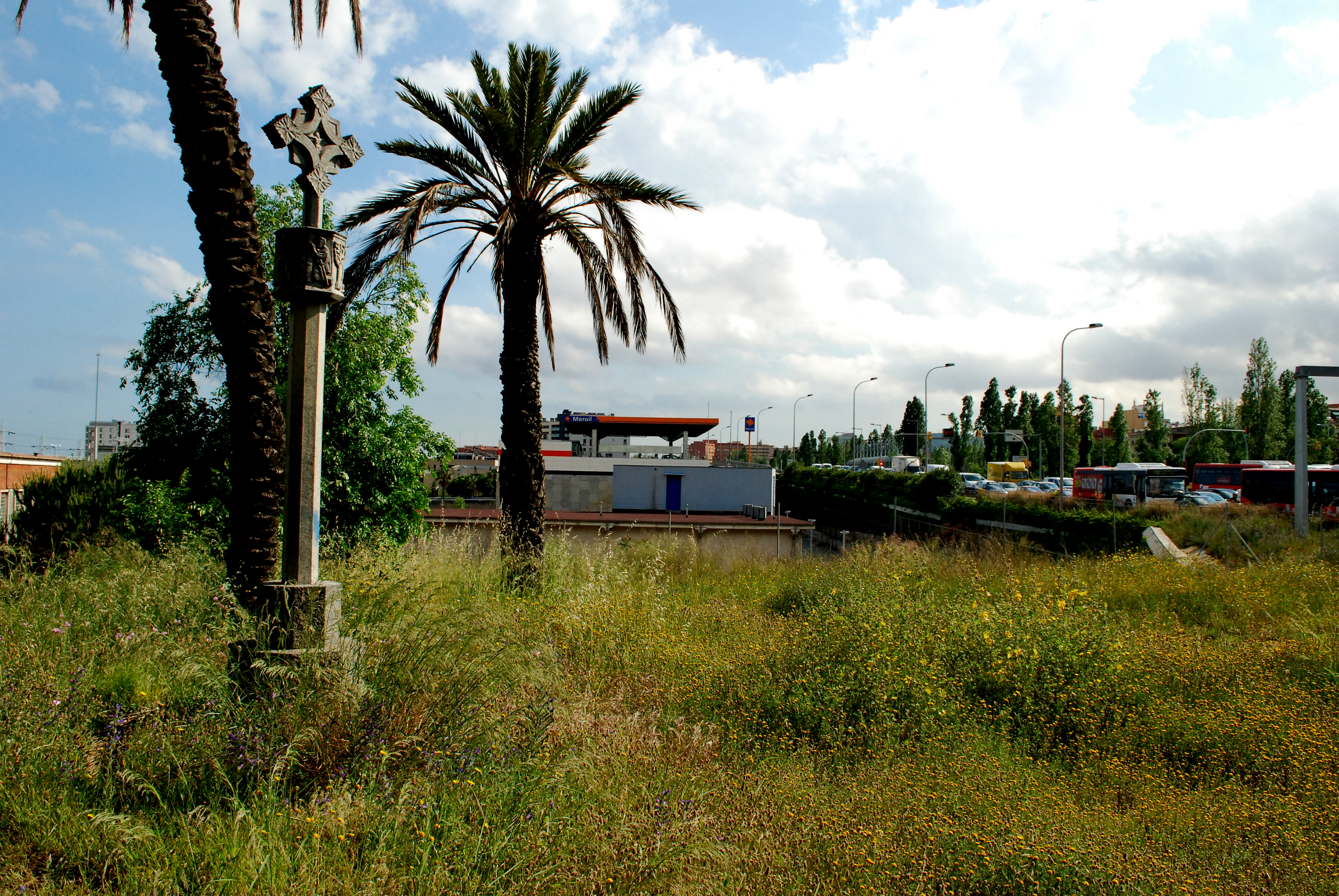
Rèplica a la Trinitat Vella

## Història
Datada de 1375, l'emplaçament inicial no marcava la fi o el començament del terme municipal, sinó el lloc d'influència eclesiàstica conegut com 'les trenta passes', o la sagrera, al voltant de l'església de Sant Andreu de Palomar. Amb el temps les trenta passes van desaparèixer i la creu quedà com a detall decoratiu. Molts anys més tard, segurament durant el trienni liberal (1820-1823) o potser en el temps del moviment anticlerical, que esclatà com a conseqüència de les disposicions de Mendizábal (1833) la creu fou definitivament retirada del seu indret original, desmuntada i finalment traslladada al cementiri de Sant Andreu, en aquell temps acabat de realitzar (1839). A causa d'un accident, la creu es va malmetre i es substituí per una rèplica.
El 1996 es va plantar una reproducció de la creu al barri de la Trinitat Vella, al límit del terme municipal de Barcelona, per rememorar 'la Quinta Forca', lloc on es penjaven els condemnats a mort, al turó de Finestrelles. El 2009 es va canviar de lloc per la construcció de pisos de protecció, i dos anys més tard va ser enretirada perquè havien de començar els treballs de perllongació del carrer del Tossal i de la reforma de la carretera de Ribas, fins al 2016, que es va retornar a l'encreuament d'aquestes dues vies, amb l’objectiu de rememorar on hi hagué 'la quinta forca'.
Al pati del Centre d'Estudis Ignasi Iglesias es conserva una altra rèplica, amb la corona original.

## Descripció
El pedró o base de la creu no s'ha conservat. El fust és una pedra vuitavada llisa de marbre nummulític. La corona o capitell, molt senzilla, feta amb pedra arenisca molt semblant a la pedra de Montjuïc, compta amb vuit figures, sis de personatges i dues amb símbols heràldics d'un significat no gaire clar. Entre les figures cal destacar la que representa a Sant Miquel Arcàngel. La creu està basada en l'estructura d'una creu grega inscrita en un cairó, ressaltada per volutes de tradició original que formen arcs entre els braços rematats en llurs extrems per fulles d'acant. A l'interior de cada cara del cairó que forma la creu s'endevinen restes d'escultures (un Sant Crist i la Mare de Déu) encara que el mal estat d'aquesta part ens fa impossible reconèixer-la clarament.